# Síndrome de Amok
Na psiquiatria, a síndrome de Amok é uma síndrome que consiste em uma súbita e espontânea explosão de raiva selvagem, que faz a pessoa afetada atacar e matar indiscriminadamente pessoas e animais que aparecem à sua frente, até que o sujeito se suicide.
Segundo Martin (1999, p. 66) "este termo descreve um comportamento homicida e consequentemente suicida de indivíduos mentalmente instáveis que resulta em múltiplas lesões e mortes para os outros".
A definição foi dada pelo psiquiatra estadunidense Joseph Westermeyer em 1972.
O nome surgiu com o termo malaio meng-âmok, que significa “atacar e matar com ira cega”.